# هاميلتون روبيو
هاميلتون روبيو (4 مارس 1949 بساو باولو في البرازيل - ) هو لاعب كرة قدم برازيلي في مركز الهجوم، شارك في الألعاب الأولمبية الصيفية 1968. ولعب مع أتلتيكو يوفنتوس.

## وصلات خارجية
- هاميلتون روبيو على موقع عالم كرة القدم.نت (الإنجليزية)
- هاميلتون روبيو على موقع أوليمبيديا (الإنجليزية)